# Simulium masilauense
Simulium masilauense är en tvåvingeart som beskrevs av Takaoka 2008. Simulium masilauense ingår i släktet Simulium och familjen knott. Inga underarter finns listade i Catalogue of Life.